# Gunnar Hansen
Gunnar Milton Hansen (Reykjavík, 4 marzo 1947 – Northeast Harbor, 7 novembre 2015) è stato un attore e scrittore islandese naturalizzato statunitense, famoso per aver interpretato Leatherface originale nel film horror del 1974 Non aprite quella porta.

## Biografia
Hansen nacque a Reykjavík, in Islanda, ma all'età di 5 anni si trasferì negli Stati Uniti assieme alla sua famiglia, inizialmente nel Maine e poi nel Texas, dove frequentò la Stephen F. Austin High School e Università del Texas ad Austin. Nel 1973, subito dopo essersi laureato, ottenne la parte di Leatherface nel film horror Non aprite quella porta. Inizialmente era stato scritturato un altro attore, ma Hansen ebbe il ruolo perché quest'ultimo, troppo ubriaco e rinchiusosi in un motel, non si presentò sul set il primo giorno delle riprese. Ad Hansen venne chiesto di reinterpretare Leatherface nel sequel Non aprite quella porta - Parte 2, ma rifiutò in quanto gli avevano offerto il minimo sindacale.
In seguito recitò in molti altri film horror, come The Demon Lover, Mosquito, Hollywood Chainsaw Hookers e Chainsaw Sally, interpretando sempre ruoli primari. Hansen decise però di smettere di recitare e di dedicarsi alla scrittura, ma, dopo aver rifiutato alcune proposte in film di un certo spessore, come Le colline hanno gli occhi e Quel motel vicino alla palude, tornò sui suoi passi.
Nel 2013 pubblicò il libro Chain Saw Confidential, una sorta di biografia-saggio che racconta la lavorazione di Non aprite quella porta.
Morì il 7 novembre 2015 all'età di 68 anni per un tumore al pancreas.

## Filmografia
- Non aprite quella porta (The Texas Chain Saw Massacre), regia di Tobe Hooper (1974)
- The Demon Lover, regia di Donald G. Jackson e Jerry Younkins (1976)
- Terrore in sala (Terror in the Ailes), regia di Andrew J. Kuehn (1984)
- Hollywood Chainsaw Hookers, regia di Fred Olen Ray (1988)
- Campfire Tales, regia di William Cooke e Paul Talbot (1991)
- Mosquito, regia di Gary Jones (1994)
- Freakshow, regia di William Cooke e Paul Talbot (1995)
- Exploding Angel, regia di Hugh Gallagher (1995)
- Repligator, regia di Bret McCormick (1998)
- Hellblock 13, regia di Paul Talbot (1999)
- Hatred of a Minute, regia di Michael Kallio (2002)
- Witchunter, regia di John Vincent (2002)
- Rachel's Attic, regia di David Tybor (2002)
- Sinister, regia di Nick Palumbo - cortometraggio (2002)
- Next Victim, regia di Michael Chamberlain, Timothy Gates e Jeff Solano (2003) - (episodio "rehabilitation Center")
- The Business, regia di Bruce D. Millet - cortometraggio (2004)
- Chainsaw Sally, regia di Jimmyo Burril (2004)
- Murder-Set-Pieces, regia di Nick Palumbo (2004)
- Wolfsbayne, regia di Ben Dixon (2005)
- Apocalypse and the Beauty Queen, regia di Thomas Smugala (2005)
- The Deepening, regia di Ted Alderman e Jim O'Rear (2006)
- Debbie Rochon Confidential: My Years in Tromaville Exposed!, regia di Lloyd Kaufman (2006)
- Swarm of the Snakehead, regia di Frank Lama e Joel Denning (2006)
- Brutal Massacre: A Comedy, regia di Stevan Mena (2007)
- Shudder, regia di Ben Dixon (2007)
- Gimme Skelter, regia di Scott Phillips (2007)
- Reykjavik Whale Watching Massacre, regia di Júlíus Kemp (2009)
- Won Ton Baby!, regia di James Morgart (2009)
- It Came from Trafalgar, regia di Solomon Mortamur (2009)
- Non aprite quella porta 3D (Texas Chainsaw 3D), regia di John Luessenhop (2013)
- Death House, regia di B. Harrison Smith (2017)

## Opere
- Islands at the Edge of Time, A journey to America's Barrier Islands (1993)
- Chain Saw Confidential: How We Made the World’s Most Notorious Horror Movie (2013)